# Enebakk
Enebakk este o comună din provincia Akershus, Norvegia.